# Axe (mathématiques)
Pour les articles homonymes, voir axe.
En mathématiques, un axe est représenté par une droite avec : une orientation, une origine et une unité. On utilise souvent une lettre de l'alphabet pour nommer un axe : X, Y ou Z (voir aussi : coordonnées cartésiennes).
En géométrie, un axe est une droite qui sert à construire une symétrie : la symétrie axiale (dans le plan). Dans l'espace, un axe peut aussi servir à décrire une rotation.